# Leitner
Pour les articles homonymes, voir Leitner (homonymie).
Leitner S.p.A. est une société italienne spécialisée dans le transport par câble, les  engins de damages, le transport urbain et l'énergie éolienne. Son siège social est basé à Vipiteno (Sterzing) dans la province du Tyrol du Sud. Dans le domaine des transports par câble, Leitner produit notamment des téléphériques (à va-et-vient, 2S, 3S), des Télémix, des funitels, des funiculaires, des people-movers, des téléskis, des télésièges fixes (4 ou 6 places) et débrayables (4, 6 ou 8 places), des télécabines (4,6,8,10 ou 15 places), ainsi que des ascenseurs inclinés.

## Histoire

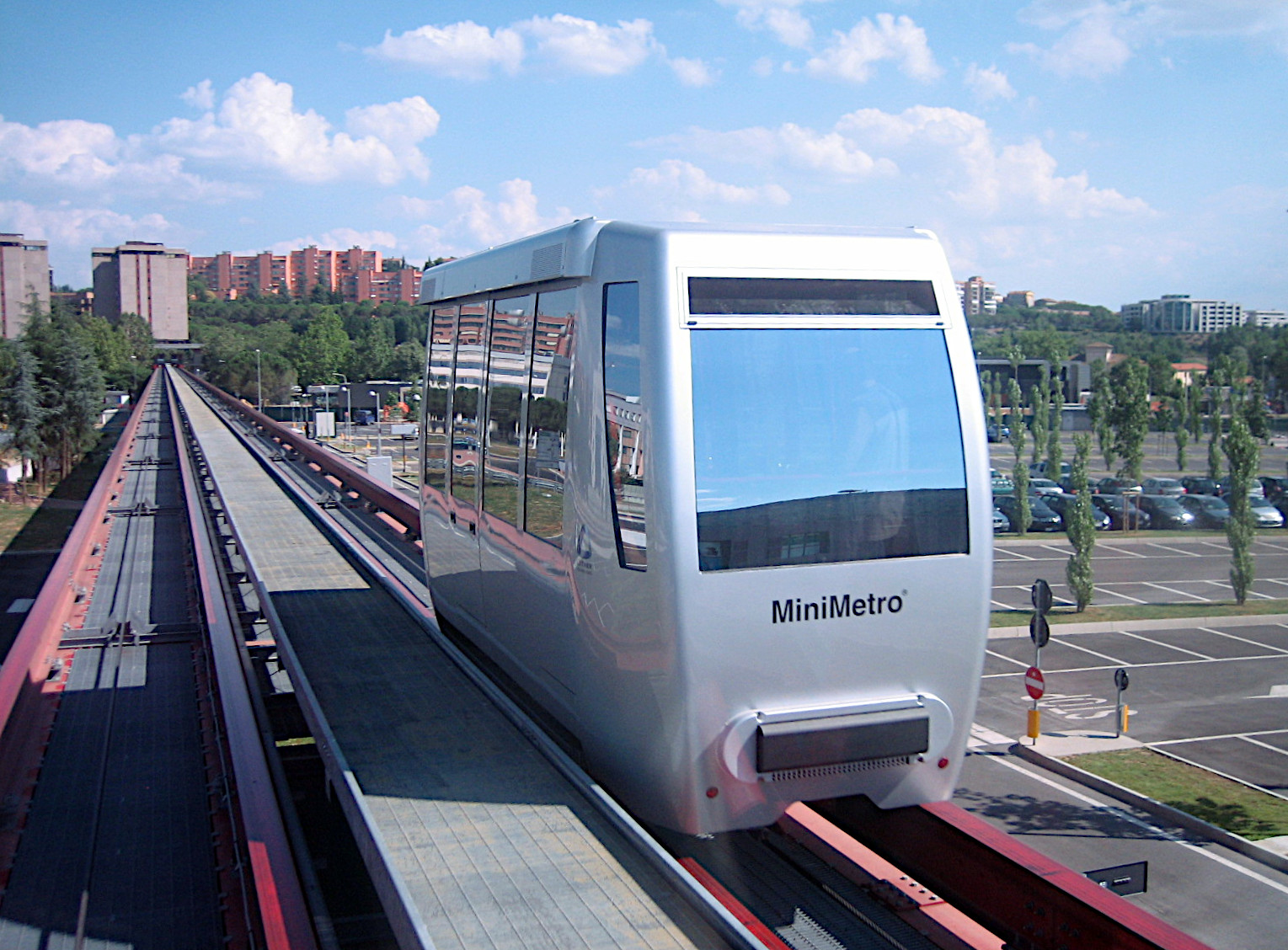
Le Minimétro de Pérouse (Italie)

La société Leitner S.p.A. a été fondée en 1888 par Gabriel Leitner et produisait, à l'origine, des machines agricoles, des remontées mécaniques pour le transport de matériaux, des turbines hydrauliques et du matériel pour scieries.
En 1908, la société Leitner SpA réalise le premier téléphérique pour le transport de personnes au monde, le téléphérique de Colle en Italie.
En 1947, la société réalise son premier télésiège "Col Alt" à Corvara et profite de l'essor des sports d'hiver. 
En 1970, Leitner arrête la production de machines agricoles et se lance dans la production de dameuses à neige.
En 1993, après le décès du fondateur Gabriel Leitner, ses deux neveux vendent la société à Michaël Seeber, entrepreneur du Tyrol du Sud. Il réorganise et rachète la société, la développe, ouvre des filiales et rachète des entreprises hors de l'Italie : en Autriche, en France (à Montmélian, près de Chambéry) et dans le Colorado. Il crée de nombreux points de vente et de SAV dans le monde.
En 1998, Leitner SpA crée une filiale aux États-Unis et rachète la société BM lifts Ltd. de Barrie, au Canada. En 1999, Leiner SpA rachète la société Waagner Biro. Cette même année, Leitner met en service le premier téléphérique bi-câble au monde à Ortisei, et le premier télésiège automatique CD4 à entraînement direct à Ladurns/Val di Fleres en Italie.
En 2000, Leitner S.p.A. rachète la société française Pomagalski, ce qui conduit à la création de la holding HTI BV - High Technology Industries, un des deux leaders mondiaux du secteur des remontées mécaniques, l'autre étant le groupe autrichien Doppelmayr-Garaventa. Le groupe HTI comprend, entre autres en 2022, les sociétés, :
- transport de personnes par câble
  - LEITNER SpA
  - POMA SA - entreprise française rachetée en 2000,
  - BARTHOLET - entreprise suisse fondée en 1962, rachetée par Leitner SpA en 2000,
- transport de marchandises par câble
  - AGUDIO SpA - entreprise italienne créée en 1861, spécialiste du transport de marchandises par téléphériques, convoyeurs aériens, blondins.
- dameuses, transporteurs à chenilles et systèmes de gestion de la végétation
  - PRINOTH SpA - entreprise italienne fondée en 1951 et reprise par Leitner SpA en 2000, a racheté Camoplast, la division "véhicules de piste" du canadien Bombardier en 2005 et l'allemand AHWI en 2010,
  - JARAFF - entreprise américaine rachetée en 2021,
- ingénierie électrique
  - SEMER - filiale de Pomagalski,
- fabrication de cabines
  - SIGMA - filiale de Pomagalski,
- suppression des poussières et des odeurs, qualité de l'air et lutte contre les incendies[7]
  - WLP Systems Srl - entreprise italienne fondée en 2005,
- gestion numérique des domaines skiables
  - SKADII GmbH -  entreprise autrichienne,
- éoliennes
  - LEITWIND SpA - entreprise italienne fondée en 2003, spécialiste des éoliennes de 200 kW à 3 MW, 5 usines dont 3 à l'étranger : Autriche, France (Gilly-sur-Isère) et Inde, 400 éoliennes installées (au 31 décembre 2022) pour 540 MW de puissance nominale,
- canons à neige
  - BORER Technik - entreprise suisse de Büsserach rachetée en 2000,
  - SNOWSTAR - ex Leitner Neve, filiale spécialisée dans la production de neige de culture,
  - DEMACLENKO - créée en 2011 après la fusion du spécialiste italien DEMAC SpA et du suédois CLENKO
- centrales hydroélectriques
  - TROYER SpA - entreprise italienne créée en 1934 avec des filiales en Suisse et en Inde.

En 2003, Leitner SpA se lance dans la fabrication d'éoliennes via sa filiale Leitwind.

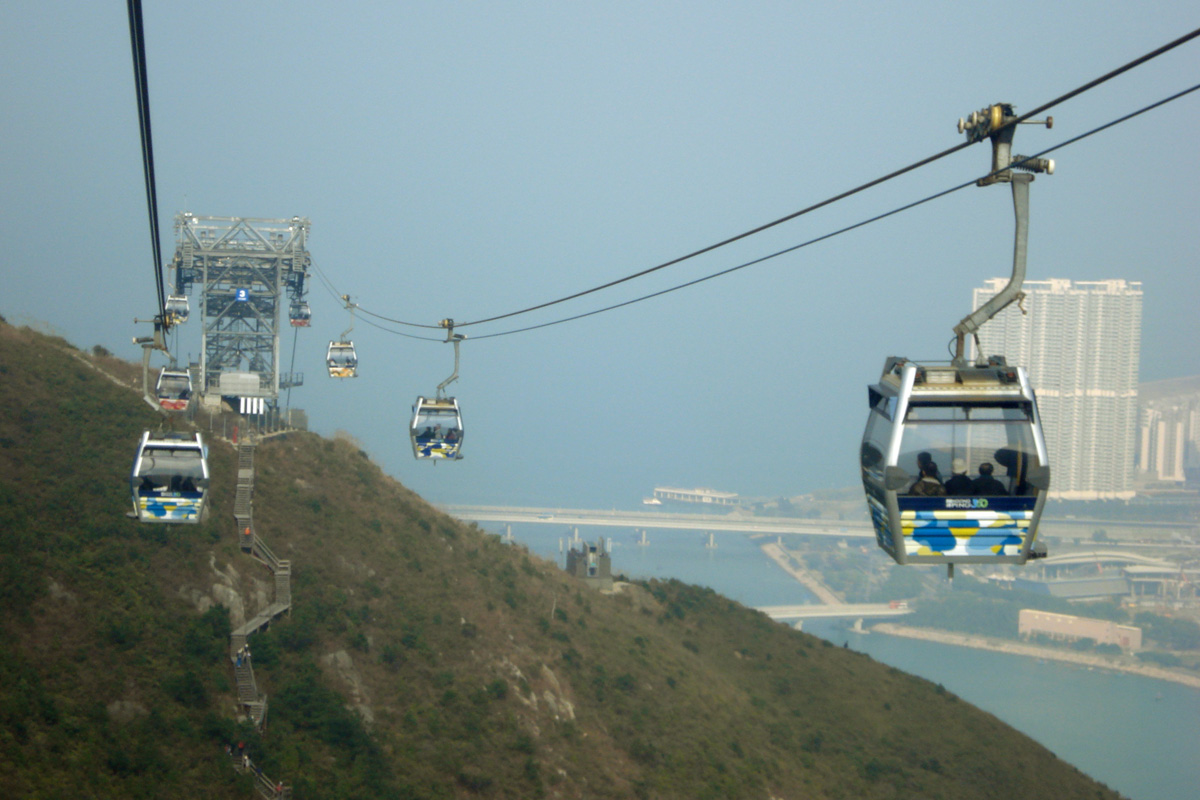
Téléphérique débrayable 2S Ngong Ping 360

En 2008, Leitner SpA met en service le MiniMetro (Automatic People Mover System) de Perugia, en Italie.

## Quelques réalisations
- Le métro de Pérouse et Métro de Pise (Italie) ;
- Le téléphérique 2S Ngong Ping 360 de Hong Kong ;
- Le téléphérique 3S du Renon reliant Bolzano à Renon (Italie), inauguré en 2009[8].
- Le téléphérique 3S des Prodains Express à Avoriaz
- Le téléphérique 3S reliant Trockener Steg au Petit Cervin
- Le télécabine à câble unique "Fleckalmbahn" - premier télécabine d'Autriche à la vitesse de 7 m/s équipé de sièges ergonomiques chauffants[source secondaire nécessaire].
- "Cablebus 2" (Mexique) - La plus longue ligne de téléphérique d'Amérique latine (Guiness World Record) mise en service le 8 août 2021[source secondaire nécessaire]. Composé de 300 cabines de 10 places, s'étend sur 10,6 km, comporte sept stations avec une capacité de 100 000 personnes transportées par jour.